# Frans August Tellander

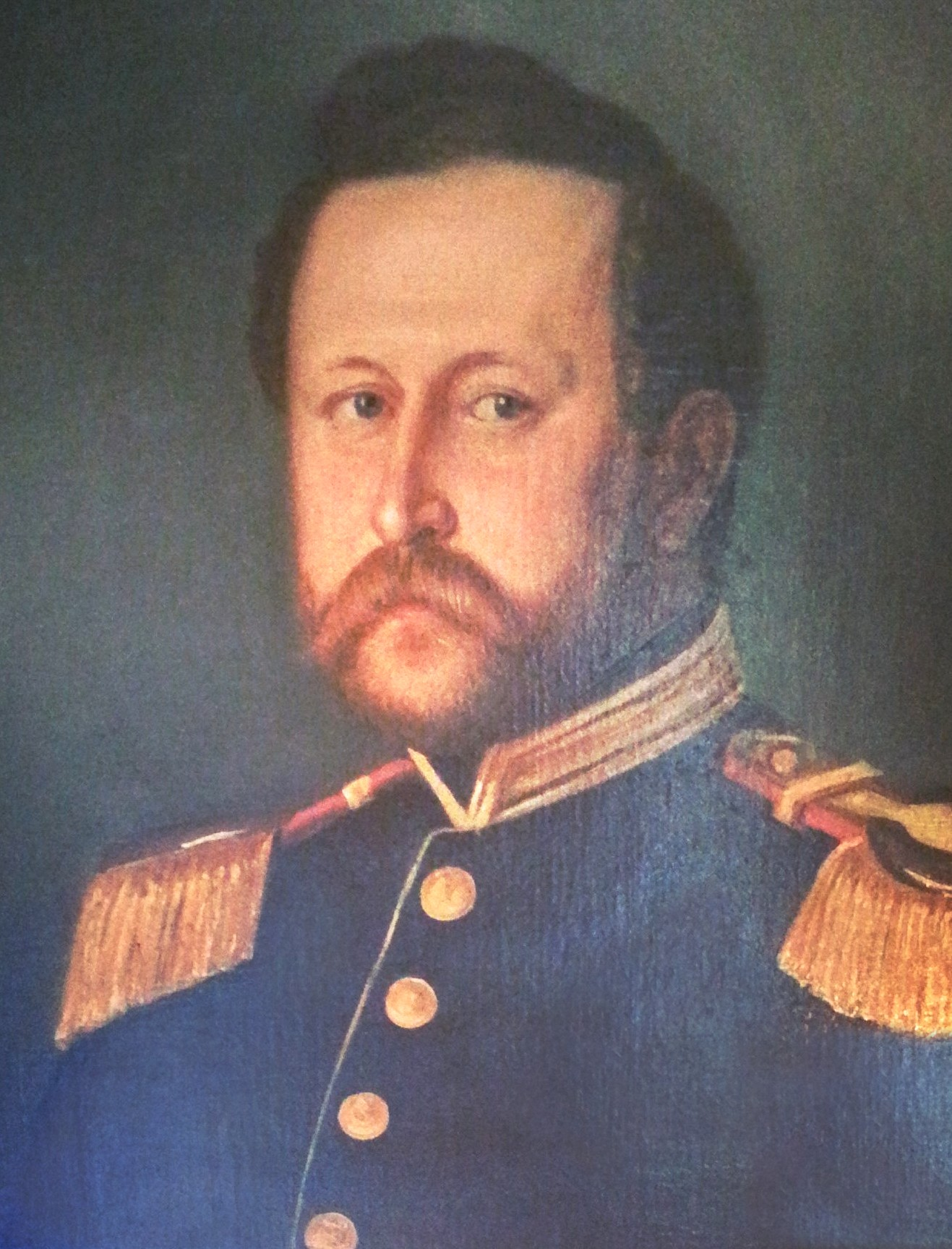
Frans August Tellander.

Frans August Tellander, född 1 mars 1812 i Älmeboda socken i Kronobergs län, död 22 april 1872 på egendomen Kroksjö i Oskars socken i Kalmar län, var en svensk militär och fängelsechef.

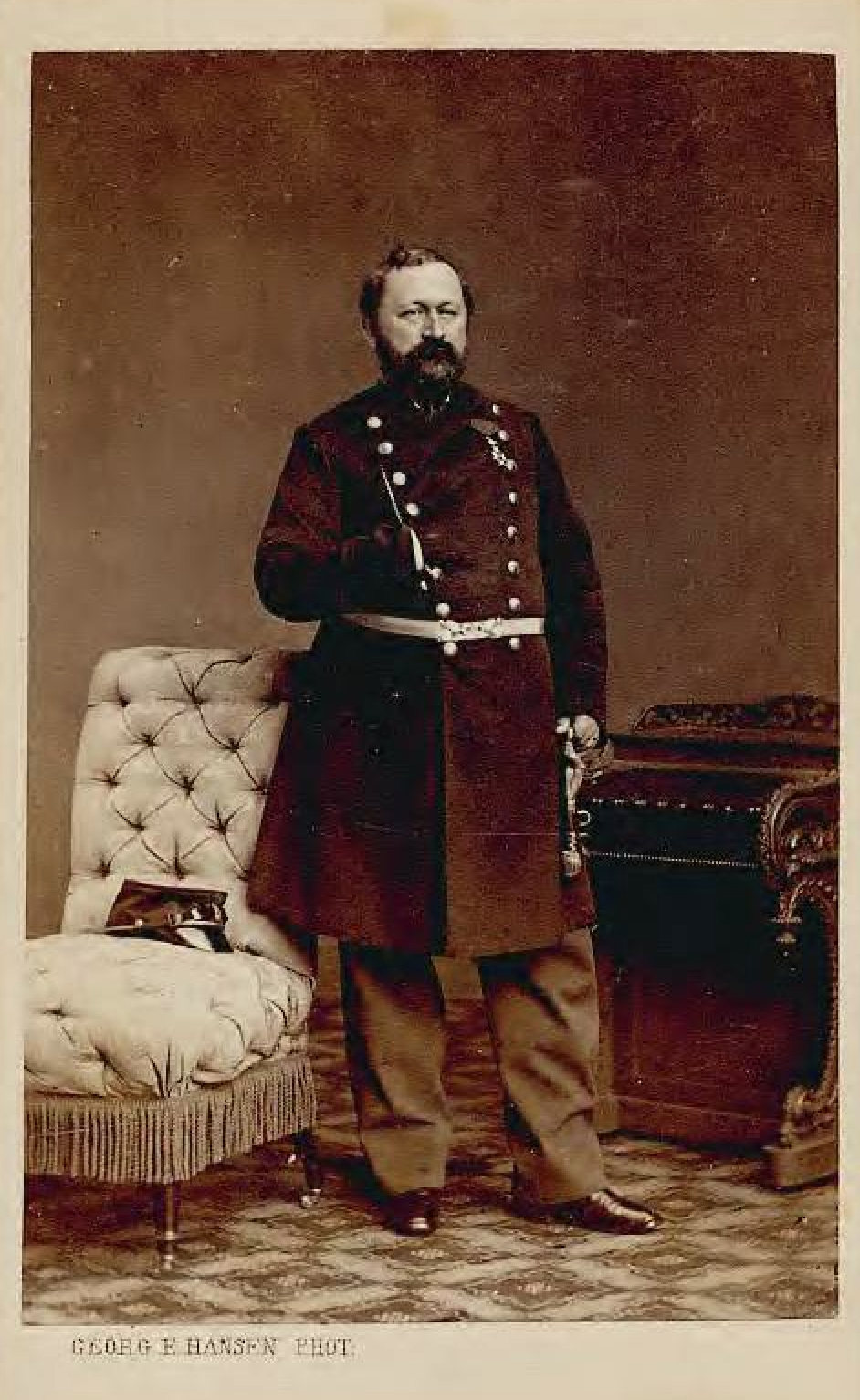
Frans August Tellander. Foto från Arméns porträttsamling.

## Biografi

### Familj
Frans August Tellander var son till kyrkoherden fil. mag. Petter Tellander och dennes maka Gustava, född Colliander. Han gifte sig 1838 med Eleonora Charlotta Ennes och paret fick fyra barn. Sonen Richard Tellander blev överstelöjtnant och dottern Eleonora (Ellen) Tellander gifte sig med marinmålaren Jacob Hägg.

### Karriär
Tellander inledde sin militära bana vid Jönköpings regemente där han så småningom blev löjtnant. Han blev sedermera major i armén.
Tellander var känd som en riktig kraftkarl och bland annat blev han Sveriges starkaste man i armbrytning[källa behövs] och han var kompanichef vid Kronoarbetskåren i Strömsholm. Den 22 november 1853 blev Tellander utsedd till kommendant på Långholmen i Stockholm. Han var en sträng kommendant men trots detta hjälpte han flera fångar att emigrera till Amerika eller att börja om på nytt i Sverige. Tellander begärde avsked 1866 på grund av rykten om oegentligheter och åtalades senare för försnillning av statsegendom. Han var riddare av Svärdsorden och av Vasaorden.

#### Fångupproret på Långholmen 1853
Förhållandena på Långholmen präglades runt 1853 av dålig disciplin och olaga sprithantering; ledningens åtgärder mot lönnbränneri ledde bara till att smugglingen ökade. Den 13 december 1853 utbröt ett uppror. Fångarna bröt sig ut ur sina celler och avväpnade vakten, därpå trängde de in i kommendantens expeditionsrum och förstörde alla handlingar däri. De försökte även sätta eld på byggnaderna och förklarade att de skulle ta livet av kommendant Tellander och tog fram en likkista med hans namn på. Befäl och vaktmanskap flydde upp på vindarna och sökte skydd. Trumslagaren slog larm men blev misshandlad av fångarna som även slet trumman i bitar. De trängde ut till yttre borggården och tänkte fortsätta men Långholmsbron var avspärrad och de drog sig tillbaka till fängelset. Soldater ur Svea Garde anlände och lyckades till sist få fångarna in i sina celler och återställa ordningen.